# 黄文甫
黄文甫，字宽先（英語：Wong Foon Sien；1899年7月7日—1971年7月31日），是加拿大的新闻工作者和劳工权利活动家，他为了一些民权和人权组织付出了大量心血，是早期温哥华的中華公所领导人之一，被称为“可能是唐人街最有影响力的人士”。他有时被称为唐人街发言人或者被温哥华白人称为唐人街市长，尽管这会造成一些社区内加拿大华人的反感。
黄文甫致力于终止对于加拿大华人和其他少数团体的歧视，并且是一个为这些群体的权利，尤其是移民权和家庭团聚权，获得认可和正常化奋斗的热情活动家。

## 早日生活
他于1899年7月7日出生于广东，并且在1908年与父母移居加拿大不列颠哥伦比亚省坎伯兰。他的在商业上获得成功的父母期望他能够在清朝获得一席之地，原本计划将他送到中国去接受对应的教育。在10岁的时候，他的课后读物包括四书五经。他们的希望在革命家孙中山1911年在流放美国之后为募集现金而访问坎伯兰时破灭了，黄文甫受到孙中山的影响，决定学习法律。在完成高中课程之后，他移居到温哥华，并且成为不列颠哥伦比亚大学的五个华裔学生之一。在就学期间，他成为加拿大华裔学生联合会主席。
黄文甫也是维多利亚1914年建立的华裔加拿大俱乐部同源会的成员之一。

## 职业生涯
在不列颠哥伦比亚大学毕业后，他被不列颠哥伦比亚省律政厅长亚历山大·曼森雇佣为法庭翻译员。他也因此被卷入到Janet Smith案，在曼森、私家侦探Oscar Robinson、不列颠哥伦比亚警察Forbes Cruickshank、警探Sam North、James Hannah绑架嫌疑犯Foon Sing Wong刑讯数月时提供翻译服务。温哥华的英文报纸揭露他当时作为侦探局一员为警察提供未存档的服务。这个绑架事件在温哥华的华人和英语人群中引起了愤怒，一群匿名的"老华商"为他在案中的行为向法务部长提出抗议。他的角色被视为利益冲突，因为他在为法庭提供翻译服务的同时，也辅助警方进行调查。
他创建了广利泰公司，一个为“所有刑事或者民事案件，例如移民、遣返、商务认证、与西人的合同或租约”提供翻译服务的法律代理。在1942年，他创建了华人工会，这是他活动生涯中创建的诸多协会之一。
1906年建立的中华会馆经常由在唐人街外有财政和社会影响的华商组成。继早期领导人葉春田和溫金有之后，因为他的社会活动，以及他在二战之前对公共关系的了解，黄文甫在1937年被任命为支持中国抗日战争的宣传负责人。在1948年，他成为中华会馆联合主席，这个职位他一直保持到1959年。在此期间，借助了他在唐人街外的关系网，例如他的加拿大自由党党员的身份以及他在“主流新闻工作者及其他少数团体人士中的熟人”，中华会馆的影响力达到了高峰。
除了在1957年和1958年的加拿大联邦选举中支持加拿大进步保守党候选人鄭天華之外，黄文甫一直支持加拿大自由党。鄭天華之后成为第一个华裔加拿大议员。

## 新闻工作和社会活动
在1944年黄文甫和Gordon Won Cumyow、Esther Fung、Ann Chian、Joe Leong、Henry Lee、Andrew Lam等加拿大华人联合会成员联署一个包含要求华裔加拿大人在不列颠哥伦比亚获得选举权的提案，并且送到不列颠哥伦比亚政府和加拿大政府。在1945年，他加入了国民党的域多利《新国民报》的编辑部。他也为华埠新闻之类的其他出版物写作。
1945年中，他启动了一个要求加拿大政府给予华裔加拿大人选举权的运动。这个权利在1947年被在联邦和省级授予，在1949年普及到市级。在1923年華人移民法在1947年被废止之后，他在放宽剩余的加拿大移民限制，特别是解决这些限制造成的家庭分离问题中成为一个重要人物。 。他试图要求废止人头税。在1949至1959年间，他每年都到渥太华向政治家们请愿，因此闻名。 他在主流媒体关于这个主题的新闻中经常出现，而且加拿大华人媒体对他的行动的报道事无巨细，甚至包含了旅行日程和评论员支持。这使得黄文甫被承认为一个华人社区的发言人，增加了他和中华会馆的影响力。在1953年，中华会馆发布了支持联邦候选人的宣传单张。
他针对加拿大移民法的请愿最终「使得数以百计的华人家庭获得团聚」，现在加拿大华人可以申请配偶、未婚子孙和年长父母。加拿大华人公民联合会因此给予他一个奖项。
尽管在移民权利中的活动获得成功，他仍旧被一些华人社区人士视为一个有争议的人物。他被这些人认为操纵中华会馆谋私，或者反对他被主流媒体称为唐人街市长，但是这些批评并不普遍。黄文甫于1959年从中华会馆委员会辞职。
1959年，加拿大皇家骑警开始调查“纸生仔”非法移民案。皇家骑警搜查了居民、办公室和华裔加拿大社区领袖的组织，查封了护照、签证和一些其他文件大约3万份文件在温哥华被查封，其中很多被来自香港警察的便衣翻译出来。黄文甫认为这是一个系统性的侵犯人权的行动：「这个场合仿似一个处于戒严状态的国家。如果政府不限制这类行动，基本的人权和自由将受到危害」。华人社区进行了反对的宣传活动。最终仅有很少人被判非法移民。中华会馆因这些查封行动而受到损害，声誉和影响因被警察调查而减弱。
在20世纪60年代，黄文甫是一个反对温哥华的一些开发活动的活动家，特别针对那些在唐人街的开发活动。1963年，为表示他对士達孔拿复建计划的坚决反对，他从市长William Rathie组织的顾问委员会辞职。他认为这个计划将会造成唐人街的商业和居住区分离，造成柏林墙的效果。这个计划将会把30亩土地夷为平地，在MacLean公园建造一个高楼，以及为Raymur-Campbell公有住房计划腾出空间。其中一部分土地是徵收自华人业主。Rathie建议中华会馆代表的团体提出他们自己的开发建议，这受到社区欢迎。但是温哥华市政会次周批准了开发商的计划，同时声明他们接受中华会馆的建筑设计建议。
黄文甫于1971年7月31日在温哥华去世，葬礼参与人数众多。
2008年8月26日，加拿大联邦历史遗址及纪念局将黄文甫列为全国历史人物。他的很多文章、剪报和其他作品被不列颠哥伦比亚大学馆藏。John Atkin在2011年8月11日的温哥华太阳报专栏中将黄文甫列为十大温哥华人物之一。

## 注腳
1. 1 2 3 4  Parks Canada (PNHS): 2008
2. 1 2 3 4 5 6 7 8  Wong
3. ↑  华埠新闻: 1963. 卷10. 28页。
4. 1 2 3 4  History of Metropolitan Vancouver 1971 chronology
5. 1 2  Con and Wickberg: 1982. 200页。
6. ↑  MemoryBC
7. 1 2  Chan: 2011. 102页。
8. ↑  Con and Wickberg: 1982. 199页。一些文献称他出生于19世纪90年代晚期，或1902/1903年。
9. ↑  UBC Library Digital Collection: 1924. 第2页。
10. ↑  Con and Wickberg: 1982. 97页。
11. ↑  Macdonald: 2011. 40页
12. ↑  Mar: 2010. 60–61页
13. ↑  Mar: 2010. 61页。
14. ↑  Mar: 2010. 61页
15. ↑  Mar: 2010，60页。
16. ↑  Mar: 2010. 51页
17. ↑  Con and Wickberg: 1982. 199页
18. ↑  UBC
19. ↑  Ng: 1999 76页。
20. 1 2 3  Ng: 1999. 76页
21. ↑  Multicultural Canada
22. 1 2  UBC Library: Petition
23. ↑  华埠新闻: 1954. 23期. 第6页
24. ↑  History of Metropolitan Vancouver 1945 chronology
25. ↑  Wickberg. 17页。
26. 1 2  Citizenship and Immigration Canada
27. ↑  Con and Wickberg: 1982， 200页。
28. ↑  Ng: 1999，76页
29. ↑  Ng: 1999，76页。
30. ↑  Ng: 1999. 161页，注41。
31. ↑  Bourrie: 2000
32. ↑  Ng: 1999.76页
33. 1 2  Ng: 1999. 77页
34. ↑  Jenkins: 2009
35. ↑  Chan: 2011. 10页。
36. ↑  Chan: 2011. 100页
37. ↑  Chan: 2011. 100页。
38. ↑  Cunningham: 1960
39. ↑  华埠新闻: 1963. 第10期， 28页。
40. ↑  Strathcona Residents' Association
41. ↑  Gutstein: 1975，158页
42. ↑  华埠新闻: 1963第10期第28页
43. ↑  华埠新闻: 196311期，25–26页
44. ↑  Ng: 1999. 158页，注41。
45. ↑  Atkin: 2011